# Amt Unterspreewald (1992–2012)
Das Amt Unterspreewald war ein 1992 gebildetes Amt im Land Brandenburg, in dem sich sieben Gemeinden in den damaligen Kreisen Lübben und Luckau (heute Landkreis Dahme-Spreewald, Brandenburg) zu einem Verwaltungsverbund zusammengeschlossen hatten. Sechs weitere Gemeinden wurden dem Amt durch den brandenburgischen Innenminister zugeordnet. Sitz der Amtsverwaltung war in der Gemeinde Schönwalde (heute zur Gemeinde Schönwald). Das Amt Unterspreewald  fusionierte zum 1. Januar 2013 mit dem Amt Golßener Land zum neuen Amt Unterspreewald mit Sitz in Golßen.

## Geographische Lage
Das Amt Unterspreewald liegt in der Mitte des Landkreises Dahme-Spreewald in Brandenburg (Deutschland) und grenzt im Norden an das Amt Schenkenländchen und die amtsfreie Stadt Storkow (Mark), im Osten an die Gemeinde Märkische Heide, im Süden an die amtsfreien Städte Lübben (Spreewald) und Luckau, und im Westen an das Amt Golßener Land.

## Die amtsangehörigen Gemeinden
Zum Amt Unterspreewald gehörten zum Zeitpunkt der Fusion folgende Gemeinden an:
- Bersteland mit den Ortsteilen Freiwalde, Niewitz und Reichwalde
- Krausnick-Groß Wasserburg mit den Ortsteilen Krausnick und Groß Wasserburg
- Rietzneuendorf-Staakow mit den Ortsteilen Friedrichshof, Rietzneuendorf und Staakow
- Schlepzig
- Schönwald mit den Ortsteilen Schönwalde und Waldow/Brand
- Unterspreewald mit den Ortsteilen Leibsch, Neuendorf am See und Neu Lübbenau

## Geschichte
Der Minister des Innern des Landes Brandenburg erteilte am 14. Oktober 1992 seine Zustimmung zur Bildung des Amtes Unterspreewald. Als Zeitpunkt für das Zustandekommen des Amtes wurde der 20. Oktober 1992 bestimmt. Sitz des Amtes war in der Gemeinde Schönwalde. Zum Zeitpunkt des Zustandekommens des Amtes waren folgende Gemeinden in den damaligen Kreisen Lübben und Luckau zugeordnet:
1. Freiwalde
2. Niewitz
3. Reichwalde
4. Rietzneuendorf/Friedrichshof
5. Schönwalde
6. Staakow
7. Waldow/Brand

Diese Gemeinden hatten sich bereits vorher zur Verwaltungsgemeinschaft Vorspreewald Schönwalde organisiert.
Außerdem wurden folgende Gemeinden nach § 1 Abs. 4 der Amtsordnung dem Amt Unterspreewald zugeordnet:
1. Groß Wasserburg
2. Krausnick
3. Leibsch
4. Neuendorf am See
5. Neu Lübbenau
6. Schlepzig

Diese Gemeinden hatten bereits vorher die Verwaltungsgemeinschaft Unterspreewald Neu Lübbenau gebildet.
Am 31. Dezember 2001 bildeten die bis dahin selbständigen Gemeinden Leibsch, Neuendorf am See und Neu Lübbenau die neue Gemeinde Unterspreewald. Ebenfalls zum 31. Dezember 2001 bildeten Krausnick und Groß Wasserburg die neue Gemeinde Krausnick-Groß Wasserburg. Weiter schlossen sich zum selben Datum die Gemeinden Schönwalde und Waldow/Brand zur neuen Gemeinde Schönwald zusammen. Ebenfalls zum 31. Dezember 2001 fusionierten Rietzneuendorf und Staakow zur neuen Gemeinde Rietzneuendorf-Staakow. Und zum 1. Februar 2002 folgte der Zusammenschluss der Gemeinden Freiwalde, Niewitz und Reichwalde zur neuen Gemeinde Bersteland.

## Bevölkerungsentwicklung
| Jahr | Einwohner |
| ---- | --------- |
| 1992 | 5 155     |
| 1993 | 5 411     |
| 1994 | 5 356     |
| 1995 | 5 401     |
| 1996 | 5 422     |
| 1997 | 5 476     |
| 1998 | 5 497     |

| Jahr | Einwohner |
| ---- | --------- |
| 1999 | 5 180     |
| 2000 | 5 114     |
| 2001 | 5 120     |
| 2002 | 5 059     |
| 2003 | 5 060     |
| 2004 | 5 064     |
| 2005 | 5 032     |

| Jahr | Einwohner |
| ---- | --------- |
| 2006 | 4 990     |
| 2007 | 4 966     |
| 2008 | 4 934     |
| 2009 | 4 885     |
| 2010 | 4 840     |
| 2011 | 4 770     |
| 2012 | 4 758     |

Gebietsstand des jeweiligen Jahres, ab 2011 auf Basis des Zensus 2011

## Politik

### Wappen
Das Wappen wurde am 28. Februar 1996 vom Ministerium des Innern des Landes Brandenburg genehmigt.
Blasonierung: „Unter grünem Schildhaupt, darin drei silberne Kienäpfel balkenweise, in Gold eine schwarze Libelle mit blauen Flügeln, nach der Figur begleitet von zwei schwarzen Rohrkolben mit abgeknickten Blättern.“

## Amtsdirektor
Erster Amtsdirektor ab 1993 war Markus Grünewald. Zuvor hatte Frau Ingeborg Freigang das Amt vertretend geleitet. Markus Grünewald wechselte 2000 ins Innenministerium des Landes Brandenburg. Von 2000 bis 2005 war Carsten Saß Amtsdirektor. Ihm folgte am 1. Juni 2005 als letzter Amtsdirektor Jens-Hermann Kleine.

## Belege
1. ↑  
Internetauftritt des Amtes Unterspreewald
2. ↑  
Bildung des Amtes Unterspreewald. Bekanntmachung des Ministers des Innern vom 14. Oktober 1992. In: Amtsblatt für Brandenburg – Gemeinsames Ministerialblatt für das Land Brandenburg. 3. Jahrgang, Nummer 91, 30. November 1992, S. 2066/7.
3. 1 2  
Von der Gabe, die Möglichkeiten zu nutzen. [Interview von Ingvil Schirling mit Ingeborg Freigang] In: Lausitzer Rundschau. 6. Februar 2007
4. ↑  
Bildung einer neuen Gemeinde Unterspreewald. Bekanntmachung des Ministeriums des Innern vom 18. Dezember 2001. In: Amtsblatt für Brandenburg – Gemeinsames Ministerialblatt für das Land Brandenburg. 13. Jahrgang, Nummer 1, 4. Januar 2002, S. 4, PDF.
5. ↑  
Bildung einer neuen Gemeinde Krausnick-Groß Wasserburg. Bekanntmachung des Ministeriums des Innern vom 14. Dezember 2001. In: Amtsblatt für Brandenburg – Gemeinsames Ministerialblatt für das Land Brandenburg. 12. Jahrgang, Nummer 52, 27. Dezember 2001, S. 906, PDF.
6. ↑  
Bildung einer neuen Gemeinde Schönwald. Bekanntmachung des Ministeriums des Innern vom 18. Dezember 2001. In: Amtsblatt für Brandenburg – Gemeinsames Ministerialblatt für das Land Brandenburg. 13. Jahrgang, Nummer 1, 4. Januar 2002, S. 4, PDF.
7. ↑  
Bildung einer neuen Gemeinde Rietzneuendorf-Staakow. Bekanntmachung des Ministeriums des Innern vom 18. Dezember 2001. In: Amtsblatt für Brandenburg – Gemeinsames Ministerialblatt für das Land Brandenburg. 13. Jahrgang, Nummer 1, 4. Januar 2002, S. 4, PDF.
8. ↑  
Bildung einer neuen Gemeinde Bersteland. Bekanntmachung des Ministeriums des Innern vom 8. Januar 2002. In: Amtsblatt für Brandenburg – Gemeinsames Ministerialblatt für das Land Brandenburg. 13. Jahrgang, Nummer 5, 30. Januar 2002, S. 48, PDF.
9. ↑  Historisches Gemeindeverzeichnis des Landes Brandenburg 1875 bis 2005. Landkreis Dahme-Spreewald
10. ↑  Bevölkerung im Land Brandenburg nach Kreisfreien Städten, Landkreisen und Gemeinden 1991 bis 2014 (Memento vom 3. März 2016 im Internet Archive)
11. ↑  
Wappenangaben auf dem Dienstleistungsportal der Landesverwaltung des Landes Brandenburg
12. ↑  
Ingvil Schirling: Aus dem Gröbsten raus. [10-jähriges Jubiläum des Amtes Unterspreewald] In: Lausitzer Rundschau. 29. November 2002
13. ↑  
Kleine: «Die Menschen sind mir sehr offen begegnet». [Interview von Ingvil Schirling mit Jens-Hermann Kleine] In: Lausitzer Rundschau. 5. Januar 2006